# 格羅澤什蒂鄉 (雅西縣)
47°00′N 28°03′E / 47.000°N 28.050°E
格羅澤什蒂鄉（羅馬尼亞語：Comuna Grozești, Iași），是羅馬尼亞的鄉份，位於該國東北部，由雅西縣負責管轄，面積21平方公里，海拔高度27米，2007年人口1,851，人口密度每平方公里86人。